# Reichsminister

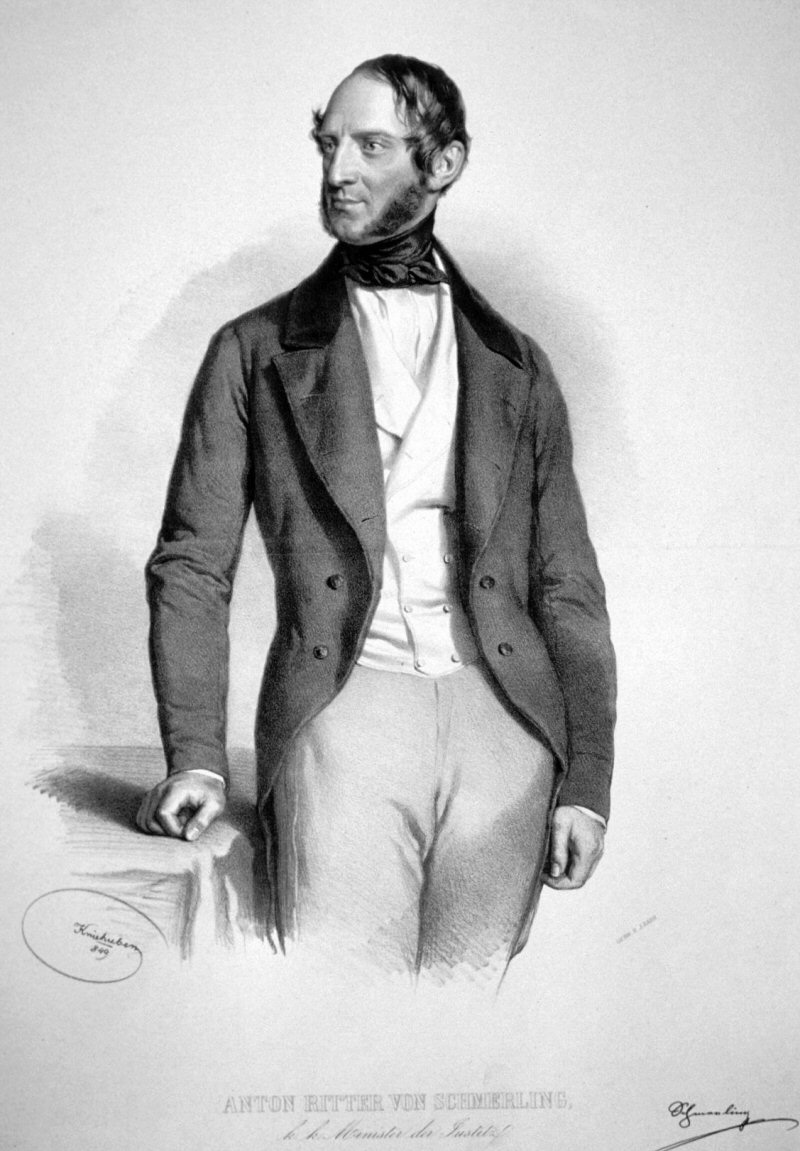
Anton von Schmerling de Austria: el 15 de julio de 1848 pertenecía a los primeros tres hombres que el Reichsverweser (de) instaló como Reichsminister alemán.

El Reichsminister (en alemán singular y plural; 'Ministro del Reich') fue el título de miembros del gobierno alemán durante dos períodos históricos: durante la revolución de marzo de 1848-1849 en el Reich alemán de ese período, y en el moderno Estado federal alemán desde 1919 hasta el final del régimen nacionalsocialista en 1945. 
La palabra Reich se refiere al nombre del Estado federal alemán de 1871 a 1945: Deutsches Reich. En español se traduce como 'Imperio' (para el período con un Emperador), y a menudo se deja sin traducir para el tiempo posterior. Un Reichsminister era un miembro del gobierno nacional, que no debe confundirse con un miembro de un gobierno de uno de los muchos Länder (estados) de Alemania. 
El Sacro Imperio Romano Germánico que existió hasta 1806 no tenía un gobierno moderno y por lo tanto no tenía ministros. 
En alemán, la palabra Reichsminister puede referirse en casos raros a un ministro de un país diferente, como un danés rigsminister o un rijksminister neerlandés.

## Revolución 1848-1849
En 1848, el primer parlamento de toda Alemania, la Asamblea Nacional (o el Parlamento de Frankfurt en español), votó a favor de un orden constitucional provisional. También instaló un Reichsverweser como una especie de jefe de Estado provisional. El Reichsverweser tuvo la tarea de instalar a los ministros. El Reichsverweser y el Reichsminister juntos formaron el Provisorische Zentralgewalt (poder central provisional, también llamado gobierno imperial). El Reichsminister juntos se reunió como Ministerrat o Gesamt-Reichsministerium. Aunque no se menciona en el orden constitucional, generalmente uno de los Reichsminister tenía el título de Ministerpräsident.

## Estado federal alemán desde 1867

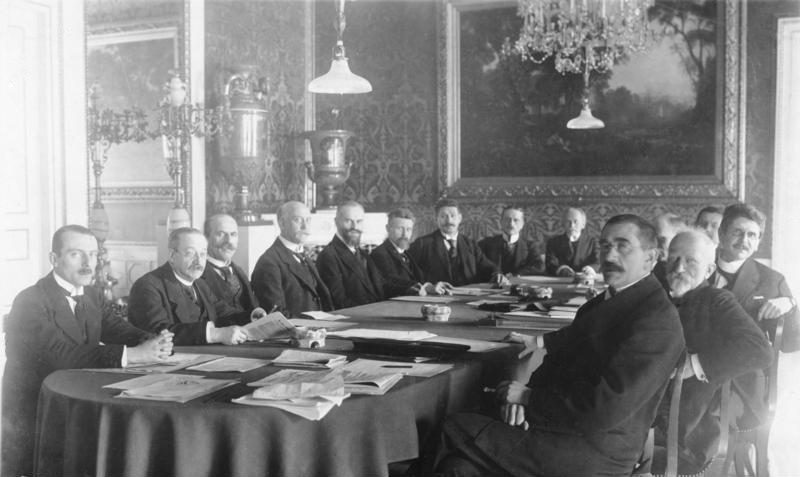
El primer gabinete alemán después de la revolución, febrero de 1919, con el Reichsministerpräsident Philipp Scheidemann.

Cuando se crearon la Confederación Alemana del Norte (1867) y el Imperio Alemán (1871), el canciller (Bundeskanzler, entonces Reichskanzler) era el único miembro responsable del gobierno. El canciller instaló a los jefes de los departamentos gubernamentales con el título de Staatssekretär. Se convirtieron en ministros de facto, pero oficialmente no eran colegas del canciller.
En la revolución de 1918/1919, la Asamblea Nacional de Weimar también acordó primero un orden constitucional provisional (febrero de 1919). Un Reichspräsident instaló ministros; uno de ellos usó el título Reichsministerpräsident en la práctica. La Constitución de Weimar de agosto de 1919 introdujo nuevamente el título de Reichskanzler, ahora con el Reichsminister (plural) como sus colegas. Los nacionalsocialistas no cambiaron los títulos después de 1933, aunque el gobierno oficial del gabinete perdió parte de su importancia debido a que Hitler instaló numerosos otros titulares de cargos con tareas similares. El último Reichsminister (plural) fue encarcelado por las fuerzas aliadas en mayo de 1945 ('Gobierno de Flensburgo'). 
En la constitución alemana de 1949, el gobierno alemán está formado por el Bundeskanzler y el Bundesminister.